# Marie von Sachsen-Altenburg (1854–1898)

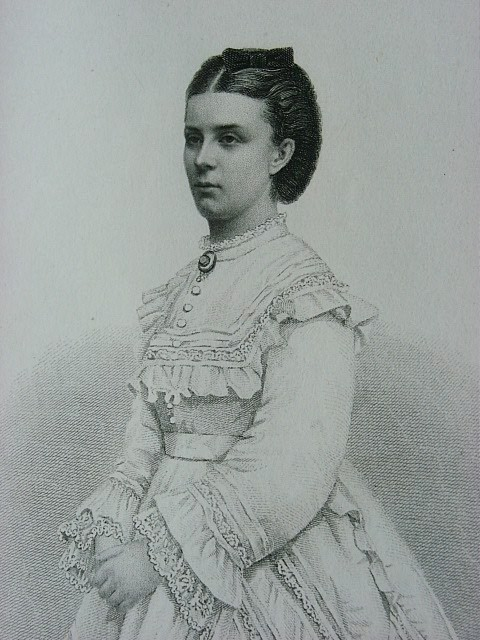
Prinzessin Marie von Sachsen-Altenburg

Marie Friederike Leopoldine Georgine Auguste Alexandra Elisabeth Therese Josephine Helene Sophie von Sachsen-Altenburg (* 2. August 1854 in Eisenberg; † 8. Oktober 1898 auf Schloss Kamenz, Provinz Schlesien) war eine Prinzessin von Sachsen-Altenburg und durch Heirat Prinzessin von Preußen.

## Leben
Marie war das einzige überlebende Kind des Herzogs Ernst I. von Sachsen-Altenburg (1826–1908) aus dessen Ehe mit Agnes (1824–1897), Tochter des Herzogs Leopold IV. von Anhalt-Dessau. Damit gehörte sie dem Haus Sachsen-Altenburg an.
Sie heiratete am 9. April 1873 in Berlin Prinz Albrecht von Preußen (1837–1906). Das Paar erhielt aus Anlass der Eheschließung von Albrechts Mutter Marianne von Oranien-Nassau (1810–1883), die von 1830 bis 1849 mit seinem Vater Prinz Albrecht von Preußen (1809–1872) verheiratet war, das Schloss Kamenz in Schlesien zum Geschenk. Im Jahr 1885 wurde Albrecht Regent im Herzogtum Braunschweig, dem Land, in dem der Enkel der gleichnamigen Tante Maries schließlich 1913 als regierender Herzog den Thron besteigen konnte.
Marie wurde im Mausoleum des Schlossparks in Kamenz bestattet. Nach der Plünderung und Zerstörung des Mausoleums nach dem Übergang Schlesiens an Polen als Folge des Zweiten Weltkriegs 1945 wurde sie mit ihrem Mann im Schlosspark neu bestattet.

## Nachkommen
Aus ihrer Ehe hatte Marie folgende Kinder:
- Friedrich Heinrich Albrecht (1874–1940)
- Joachim Albrecht (1876–1939)

⚭ 1. 1919 Marie Blich-Sulzer (1872–1919)
⚭ 2. 1920 (gesch. 1936) Karoline Kornelia Stockhammer (1891–1952)
- Friedrich Wilhelm (1880–1925)

⚭ 1910 Prinzessin Agathe zu Hohenlohe-Schillingsfürst (1888–1960)

## Ehrungen
Nachdem die Lungenheilstätte Albrechtshaus bei Stiege im Harz nach ihrem Gatten benannt worden war, erhielt die später in nächster Nähe errichtete Heilstätte für lungenkranke Frauen den Namen „Marienheim“.